# Celle qui n'avait pas peur de Cthulhu
Celle qui n'avait pas peur de Cthulhu est un roman de fantasy humoristique écrit par Karim Berrouka et publié pour la première fois en 2018, aux éditions ActuSF,. L'œuvre a également a été publiée en 2019 au format poche chez J'ai lu.